# Ramiro Blacutt
Ramiro Blacutt Rodríguez (ur. 3 stycznia 1944, zm. 12 sierpnia 2024) – piłkarz boliwijski, napastnik (prawoskrzydłowy). Później trener.
Często w literaturze i prasie można spotkać zapis Ramiro Blacut.

## Piłkarz
Blacutt karierę piłkarską rozpoczął w 1959 roku w klubie Club Bolívar. Jako piłkarz klubu Bolívar wziął udział w turnieju Copa América 1963, gdzie Boliwia zdobyła tytuł mistrza Ameryki Południowej. Blacutt zagrał w czterech meczach – z Peru (w trakcie meczu zmienił go Abdúl Aramayo), Paragwajem (wszedł na boisko za Abdúla Aramayo), Argentyną (zdobył bramkę) i Brazylią.
Po mistrzostwach kontynentanlnych Blacutt grał w latach 1963–1964 w argentyńskim klubie Ferro Carril Oeste, w którym rozegrał 11 meczów i zdobył 1 bramkę. W latach 1964-1965 grał także w Europie, w niemieckim klubie Bayern Monachium.
Latem 1965 roku wziął udział w eliminacjach do finałów mistrzostw świata w 1966 roku. Blacutt zagrał w czterech meczach – dwóch z Argentyną i dwóch z Paragwajem.
Razem z klubem Bolívar w 1966 roku zdobył mistrzostwo Boliwii i dzięki temu wziął udział w turnieju Copa Libertadores 1967. Bolívar zajął w grupie 4. miejsce na 6 klubów, a Blacutt zdobył 3 bramki.
Wziął udział w turnieju Copa América 1967, gdzie Boliwia zajęła ostatnie, szóste miejsce. Blacutt zagrał we wszystkich pięciu meczach – z Urugwajem, Argentyną, Paragwajem, Wenezuelą (zmienił go Jorge Urdidínea) i Chile. W 1968 roku zdobył drugi w swej karierze tytuł mistrza Boliwii.
W turnieju Copa Libertadores 1969 Bolívar był bliski awansu do ćwierćfinału. W meczu barażowym z paragwajskim klubem Club Olimpia Blacutt zdobył bramkę, która doprowadziła do dogrywki – tą jednak wygrała Olimpia. Latem 1969 roku wziął udział w eliminacjach do finałów mistrzostw świata w 1970 roku. Zagrał w czterech meczach – dwóch z Argentyną i dwóch z Peru. W ostatnim meczu z Argentyną zdobył jedyną i zwycięską bramkę, która przesądziła o tym, że w 1970 roku na meksykańskie finały pojechała drużyna Peru zamiast faworyzowanej Argentyny.
Podczas turnieju Copa Libertadores 1970 Bolívar ponownie nie zdołał awansować z grupy, jednak tym razem zadanie było trudniejsze, gdyż boliwijskie kluby zmierzyć się musiały z klubami z Argentyny. Blacutt zdobył w turnieju 1 bramkę.
W klubie Bolívar grał do 1971 roku, po czym przeniósł się do peruwiańskiego klubu FBC Melgar, gdzie występował w latach 1972–1973. W 1974 roku zakończył karierę piłkarską w klubie Club The Strongest, razem z którym zdobył swój trzeci tytuł mistrza Boliwii.
W reprezentacji Boliwii rozegrał łącznie 23 mecze i zdobył 3 bramki. Po zakończeniu kariery piłkarskiej został trenerem.
Blacutt nie był tak znakomitym technikiem, jak jego reprezentacyjny partner z napadu, Víctor Ugarte. Choć na ogół grał na prawym skrzydle, często zmieniał pozycje, przemieszczając się głównie na środek. Jego strzały były bardzo ostre i kąśliwe, oddawane w najmniej spodziewanych chwilach. Razem z Ugarte zaliczany jest do dwóch najlepszych boliwijskich piłkarzy lat 60.

## Trener
W 1979 roku Blacutt został trenerem w klubie Bolívar. Był trenerem reprezentacji Boliwii w czasie turnieju Copa América 1979, gdzie Boliwia zajęła w grupie drugie miejsce. Choć zespół Blacutta nie zdołał awansować dalej, przegrywając rywalizację z Brazylią, i tak sprawił wielką sensację, plasując się wyżej od Argentyny. Kierowana przez Blacutta Boliwia wygrała 2 mecze na własnym boisku (2:1 z Argentyną i 2:1 z Brazylią) oraz przegrała 2 mecze wyjazdowe (0:3 z Argentyną i 0:2 z Brazylią). Po turnieju w latach 1980–1981 pracował w klubie The Strongest.
W 1982 roku pracował w klubie Club Blooming, a w 1983 roku drugi raz w klubie Bolívar. W 1984 roku trenował drużynę klubu Chaco Petrolero La Paz, a w latach 1985–1986 znów był trenerem klubu Blooming.
W 1987 roku pracował w klubie Lítoral Cochabamba, po czym kolejny raz w latach 1988–1989 trenował drużynę klubu Bolívar.
W 1990 roku został trenerem klubu Blooming, po czym ponownie objął posadę trenera reprezentacji Boliwii, którą prowadził podczas turnieju Copa América 1991. Drużyna Blacutta w grupie B zremisowała 2 mecze (1:1 z Urugwajem i 0:0 z Kolumbią) oraz przegrała 2 mecze (1:2 z Brazylią i 0:4 z Ekwadorem), zajmując w grupie B ostatnie 5. miejsce. W 1992 roku posadę reprezentacyjnego trenera objął hiszpański trener Xabier Azkargorta, a Blacutt wrócił do pracy w klubie Blooming.
W 1994 roku pracował w klubie The Strongest, w 1995 roku Bolívar, a w 1996 roku znów w The Strongest. Następnie w 1997 roku był trenerem klubu Guabirá Montero, w 1998 roku Club Jorge Wilstermann, a w 1999 roku pracował w Real Santa Cruz.
W 1999 roku przeprowadził się do Ekwadoru, gdzie do 2000 roku trenował klub Aucas Quito, a w 2001 roku był trenerem klubu CD El Nacional.
Po raz trzeci jako trener poprowadził Boliwię w mistrzostwach kontynentalnych podczas turnieju Copa América 2004, gdzie Boliwia znów odpadła w fazie grupowej. Drużyna Blacutta zremisowała 2 mecze (2:2 z Peru i 1:1 z Wenezuelą) oraz przegrała 0:1 z Kolumbią, zajmując w grupie 3. miejsce. W następnym roku stanowisko reprezentacyjnego trenera objął Ovidio Messa.